# Distretto di Cho-airong
Il distretto di Cho-airong (in thailandese: เจาะไอร้อง) è un distretto (amphoe) della Thailandia, situato nella provincia di Narathiwat.